# Ciudad Universitaria de Madrid
La Ciudad Universitaria es un campus universitario de la ciudad española de Madrid, ubicado en el barrio de Ciudad Universitaria. Cuenta con el estatus de bien de interés cultural desde 1999, con la categoría de conjunto histórico.

## Descripción

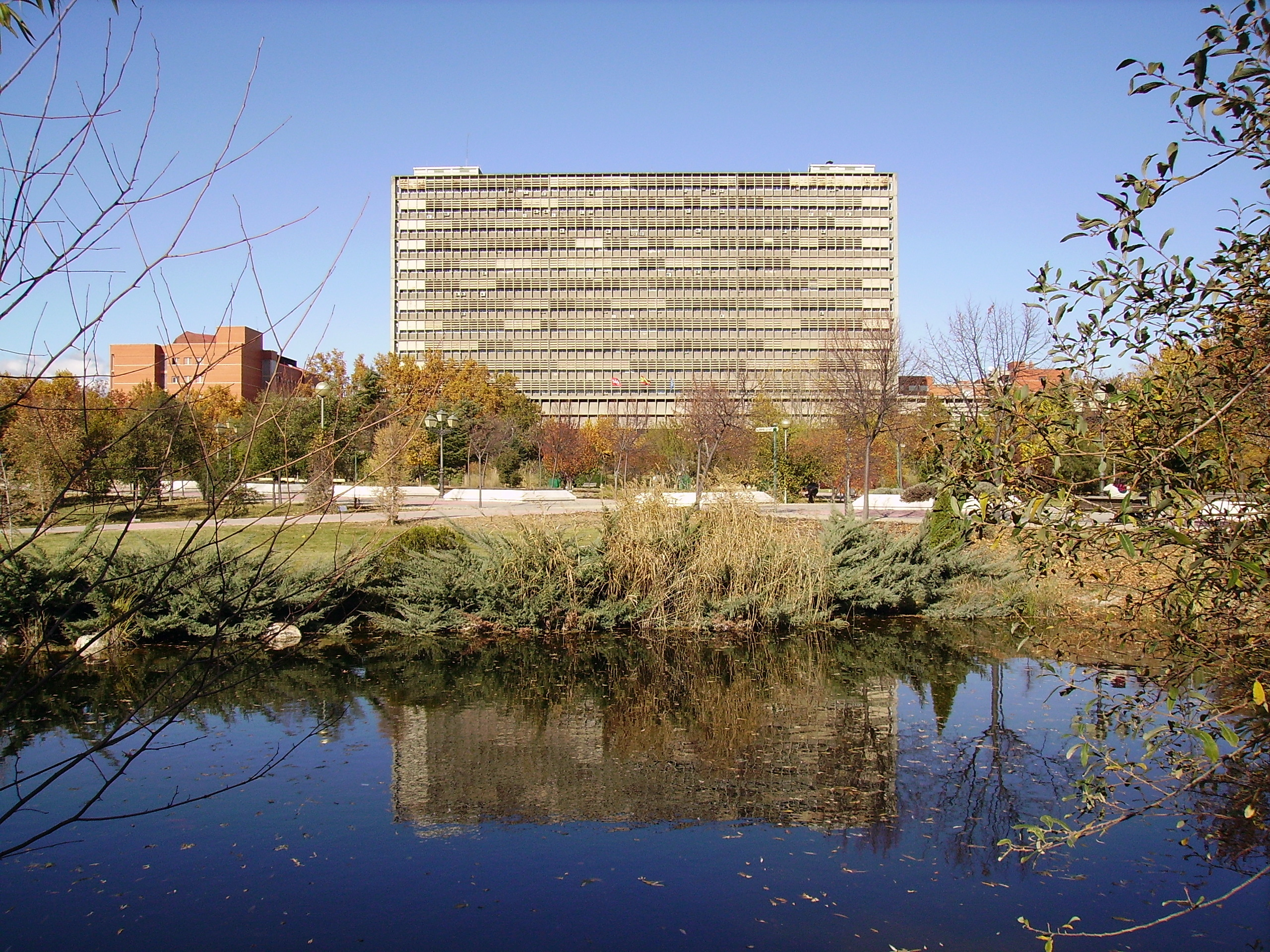
Jardín botánico

La Ciudad Universitaria se localiza en el distrito de Moncloa-Aravaca en el extremo noroeste de la ciudad de Madrid, en contacto con el parque del Oeste, el barrio de Argüelles y en el límite con el distrito de Tetuán (Madrid), apoyado sobre la M-30 que la separa de la ribera del Manzanares y en el área de influencia del Monte de El Pardo, al que sirve como conductor de vistas desde el continuo urbano. El campus es compartido por la Universidad Complutense de Madrid, la Universidad Politécnica de Madrid, y la Universidad Nacional de Educación a Distancia (UNED), además de otras instituciones como el Centro de Investigaciones Energéticas, Medioambientales y Tecnológicas (CIEMAT).
El proyecto urbanístico de Ciudad Universitaria se redactó en 1928 por un equipo de arquitectos e ingenieros coordinado por el arquitecto Modesto López Otero, que en ese momento era director de la Escuela Técnica Superior de Arquitectura de Madrid. En 1929 comenzaron las obras de urbanización, los movimientos de tierras para ordenar el conjunto según las directrices del proyecto de López Otero. Se construye antes de la Guerra Civil la primera fase que incluye, la zona de salud, con el Hospital Clínico San Carlos, las Facultades de Medicina, Farmacia y Odontología; la zona de Ciencias con las facultades de química, Físicas y Matemáticas, la plataforma de letras con las facultades de Filosofía y Derecho, y la zona de artes, con la Escuela Técnica Superior de Arquitectura junto a los Campos de Deportes, al otro lado del campo de deportes, las residencias de estudiantes. Todo el conjunto se ideó como una ciudad, un campus al estilo de los campus estadounidenses que el equipo había visitado y elegido. Así, la propuesta incluye una Central Energética de calefacción urbana, cuyo edificio se construyó también en 1929-1932 según el proyecto del arquitecto Sánchez Arcas y el ingeniero Eduardo Torroja Miret, edificio que también tiene una declaración de bien de interés cultural por sus valores representativos de la arquitectura racionalista española.

## Conjunto histórico
El ámbito delimitado como Conjunto Histórico de la Ciudad Universitaria y sus áreas de afección incluye un variado conjunto de espacios y propiedades que tienen la característica de compartir una unidad ambiental y paisajística y un origen histórico común, procediendo de las sucesivas segregaciones de la antigua Dehesa de Amaniel.
El área fue declarada Bien de Interés Cultural, en la categoría de conjunto histórico, el 4 de febrero de 1999, mediante decreto publicado el día 15 de ese mismo mes en el Boletín Oficial de la Comunidad de Madrid, con la rúbrica del presidente de la comunidad autónoma, Alberto Ruiz-Gallardón, y del consejero de Educación y Cultura, Gustavo Villapalos.
Delimitación

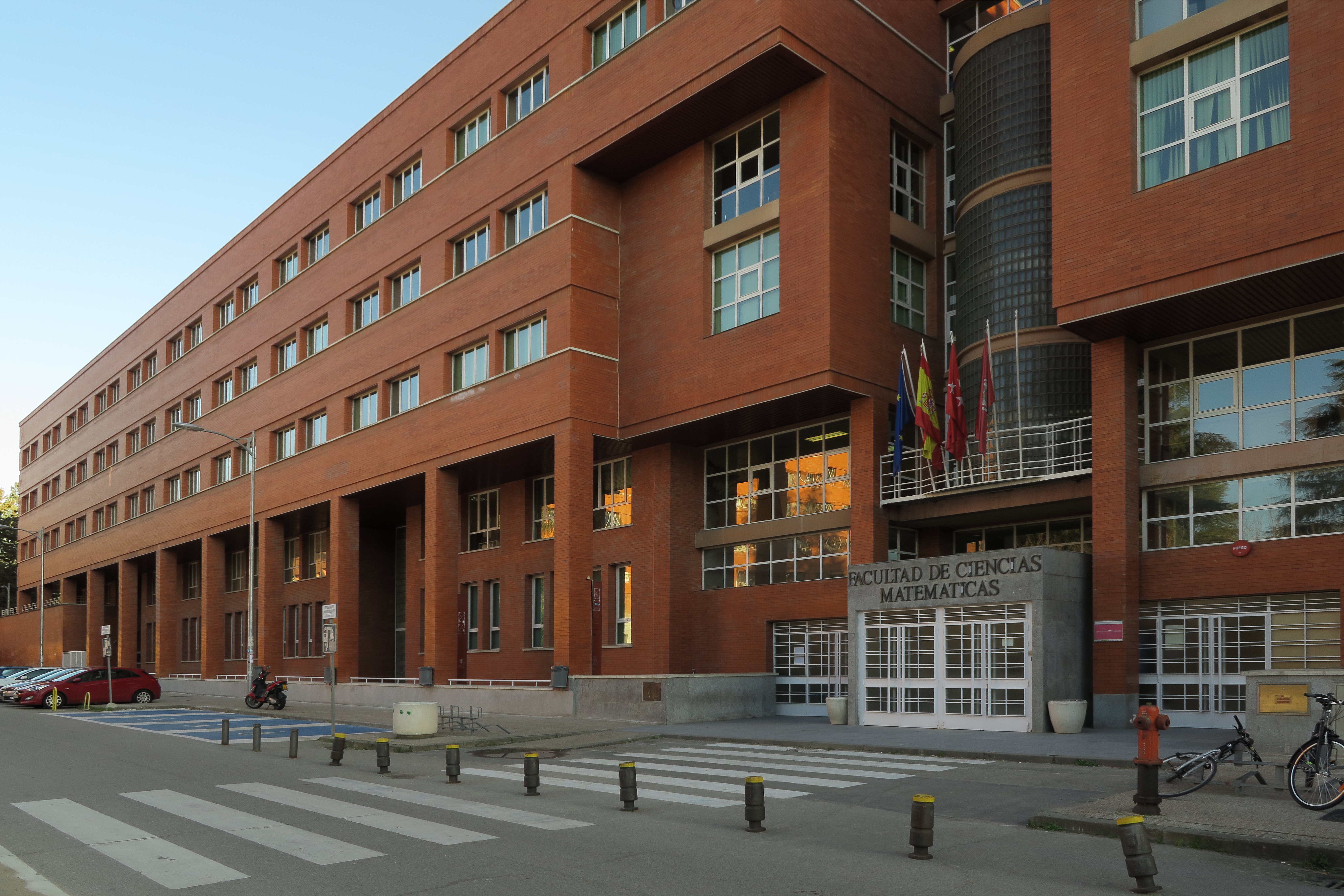
Facultad de Ciencias Matemáticas

La delimitación del conjunto es la siguiente: comienza en la calle Arquitecto Sánchez Arcas, en el borde exterior del Colegio de Huérfanos Ferroviarios, siguiendo la traza del Canal de Isabel II hasta el ámbito de la Fuente de la Tomasa por donde quiera hacia la tapia del Club de Campo, hasta el nudo de enlace con la M-30, discurriendo junto a ella (hacia Madrid), salvando el ámbito de Presidencia de Gobierno, hasta la avenida de Séneca, por la que sube hacia la avenida del Arco de la Victoria, continúa en la dirección de la calle de Fernández de los Ríos hasta su encuentro con Isaac Peral, continúa por esta última, atraviesa la plaza de Cristo Rey y sigue por la calle de Isaac Peral hasta el paseo de Juan XXIII, cruzando la glorieta de Elías Ahuja hasta el límite de los Colegios Mayores, y siguiendo hacia el noroeste por una línea quebrada hasta el punto de origen.

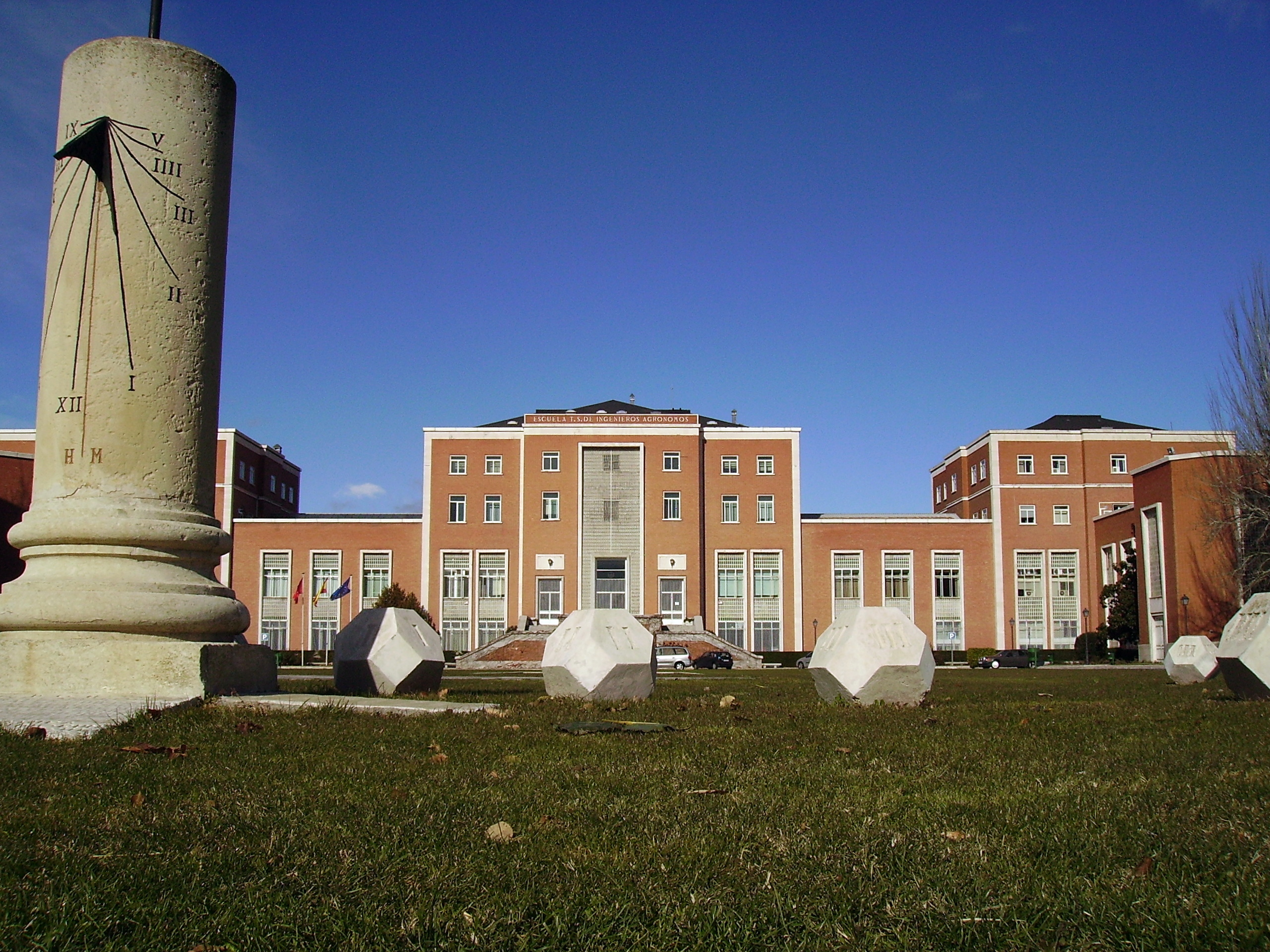
Escuela Técnica Superior de Ingeniería Agronómica, Alimentaria y de Biosistemas

Los límites del área de afección incorporan algunos espacios circundantes, cuya protección garantiza la percepción y comprensión cultural del Recinto Histórico de la Ciudad Universitaria de Madrid y son los siguientes: al oeste del recinto, se determina como área de afección el tramo de la ribera del río Manzanares en contacto con él, y con la Casa de Campo delimitada por la orilla del río desde Presidencia del Gobierno hasta la depuradora de Viveros y por el límite del recinto principal hasta volver a Presidencia al norte del recinto, como protección de vistas prolongadas hacia el Monte del Pardo y la sierra, se delimita desde la confluencia de la carretera de la Dehesa de la Villa con la calle Francos Rodríguez, continuando por la calle Antonio Machado hasta la calle de Mártires Maristas, y hasta el eje de Sinesio Delgado (avenida de Miraflores), hasta el punto en que la tapia del Club Puerta de Hierro quiebra hacia al oeste; incorporando dicho club y las zonas de contacto comprendidas entre él, la M-30 y la ribera del río Manzanares, por la que baja hasta el nudo de la M-30, retomando el límite del recinto principal hasta su confluencia con la calle Pirineos por donde sube hasta Francos Rodríguez cerrando el recinto.